# Новозеро
Ново́зеро (Новоозеро, старое название — Новоезеро) — озеро в Белозерском районе Вологодской области России, в 45 км к западу от города Белозерска.
Высота над уровнем моря — 143 м.
Площадь озера — 12,3 км², водосборная площадь — 130 км². Дно волнисто-ложбинное, с глубинами более 10 м. Озеро богато рыбой, основные виды ихтиофауны — лещ, окунь, плотва, щука, налим. Соединяется с соседним Андозером через протоку Нова.
На Огненном острове Новозера находится бывший Кирилло-Новоезерский монастырь («Вологодский пятак», ИК-5) — одна из семи колоний для пожизненных заключенных в России. На другом острове, Сладком, находится одноимённая деревня, где живёт персонал, обслуживающий колонию. Над западным берегом Новозера поднимается невысокий холм, называвшийся Кобылиной горой. На вершине холма на кладбище, в 800 метрах от деревни Карл Либкнехт (бывшей деревни Кобылино), стоит церковь Тихвинской Богоматери. На северном берегу озера расположены деревни Анашкино и Волково, на южном — Екимово и нежилые Пыжелохта и Петряева Горка.

## Данные водного реестра
По данным государственного водного реестра России и геоинформационной системы водохозяйственного районирования территории РФ, подготовленной Федеральным агентством водных ресурсов:
- Бассейновый округ — Верхневолжский
- Речной бассейн — (Верхняя) Волга до Куйбышевского водохранилища (без бассейна Оки)
- Речной подбассейн — Реки бассейна Рыбинского водохранилища
- Водохозяйственный участок — Суда от истока до устья
- Код водного объекта — 08010200211110000003824